# 5691 Fredwatson
5691 Fredwatson eller 1992 FD är en asteroid i huvudbältet som upptäcktes den 26 mars 1992 av den australiensiske astronomen Robert H. McNaught vid Siding Spring-observatoriet. Den är uppkallad efter astronomen Fred G. Watson.
Asteroiden har en diameter på ungefär 5 kilometer.